# Reparje
Reparje – wieś w Słowenii, w gminie Cerknica. W 2018 roku liczyła 8 mieszkańców.